# 第72回国民体育大会
第72回国民体育大会（だい72かいこくみんたいいくたいかい）は2017年（平成29年）に開催された国民体育大会である。長野県で開催された冬季大会の愛称はながの銀嶺国体。愛媛県で開催された本大会の愛称は愛顔つなぐえひめ国体。
大会スローガンは『君は風 いしづちを駆け 瀬戸に舞え』。
愛媛県では1953年の第8回大会以来64年ぶりに開催された。
国体閉会後の10月には第17回全国障害者スポーツ大会愛顔つなぐえひめ大会（えがおつなぐえひめたいかい）も開催された。

## 冬季大会
第72回国民体育大会冬季大会ながの銀嶺国体は長野県で総合開催された。スローガンは「氷雪に かがやけ君の 技ちから」。参加者数は、スケート・アイスホッケー競技会が1,699人、スキー競技会が1,782人。

### 会期
- スケート・アイスホッケー競技会 2017年1月27日 - 1月31日
- スキー競技会 2017年2月14日 - 2月17日

### 実施競技・会場一覧
正式競技3競技が長野県内の4市町村を会場に実施された。
| 競技名         | 競技名                                     | 競技名   | 会場地                       | 会場                                             |
| -------------- | ------------------------------------------ | -------- | ---------------------------- | ------------------------------------------------ |
| スケート       | スピード                                   |          | 長野市                       | 長野市オリンピック記念アリーナ（エムウェーブ）   |
| スケート       | フィギュア                                 |          | 長野市                       | 長野市若里多目的スポーツアリーナ（ビッグハット） |
| スケート       | ショートトラック                           |          | 長野市                       | 長野市若里多目的スポーツアリーナ（ビッグハット） |
| アイスホッケー | アイスホッケー                             |          | 岡谷市                       | やまびこスケートの森アイスアリーナ               |
| アイスホッケー | アイスホッケー                             | 軽井沢町 | 軽井沢風越公園アイスアリーナ |                                                  |
| スキー         | ジャイアントスラローム                     |          | 白馬村                       | 白馬八方尾根スキー場                             |
| スキー         | スペシャルジャンプ                         |          | 白馬村                       | 白馬ジャンプ競技場                               |
| スキー         | コンバインド                               |          | 白馬村                       | 白馬ジャンプ競技場                               |
| スキー         | 白馬クロスカントリー競技場（スノーハープ） |          | 白馬村                       |                                                  |
| スキー         | クロスカントリー                           |          | 白馬村                       |                                                  |

## 本大会
愛媛県としては昭和28年（1953年）に第8回大会を四国4県で共同開催して以来、64年ぶり、初の単独開催となった。大会愛称は「愛顔（えがお）つなぐえひめ国体」。スローガンは「君は風 いしづちを駆け 瀬戸に舞え」で、愛媛らしく五七五になっている。マスコットはみきゃん。
競技会場不在などから一部は高知県や兵庫県で開かれた。

### 会期
- 会期前実施競技（水泳・弓道・カヌー） 9月9日-9月16日[9]
- 本大会（秋季大会） 9月30日-10月10日

### 実施競技・会場一覧
正式競技（会期前実施競技）
- 競泳、水球、アーティスティックスイミング アクアパレットまつやま特設プール（松山市）
- 飛込 高知県立春野総合運動公園水泳場（高知県高知市）
- 弓道 愛媛県総合運動公園弓道場・特設遠的弓道場（松山市）
- カヌー 寺家カヌー競技場（高知県長岡郡本山町）

正式競技
- 総合開閉会式・陸上競技 ニンジニアスタジアム
- サッカー 北条スポーツセンター陸上競技場・球技場（松山市）、丸山公園陸上競技場（宇和島市）、あけぼのグラウンド（愛南町）、新居浜市営サッカー場（グリーンフィールド新居浜）（新居浜市）、西条市ひうち陸上競技場（西条市）
- テニス 愛媛県総合運動公園テニスコート、松山市中央公園テニスコート（松山市）
- ボート 玉川湖ボートコース（今治市）
- ホッケー しおさい公園伊予市民野球場（伊予市）、松前町ホッケー公園ホッケー場（松前町）
- ボクシング 松前公園体育館（松前町）
- バレーボール 八幡浜市民スポーツセンター（八幡浜市）、伊方スポーツセンター（伊方町）、しおさい公園伊予市民体育館（伊予市）、鬼北総合公園体育館（鬼北町）
- 体操競技・新体操 愛媛県総合運動公園体育館（松山市）
- バスケットボール ツインドーム重信（東温市）、鬼北総合公園体育館（鬼北町）、今治市営中央体育館、今治市営大西体育館、今治市営菊間緑の広場公園運動場総合体育館（今治市）
- レスリング 宇和島市総合体育館（宇和島市）
- セーリング 新居浜マリーナ（マリンパーク新居浜）（新居浜市）
- ウエイトリフティング 新居浜市市民文化センター（新居浜市）
- ハンドボール 西条市総合体育館、ビバ・スポルティアSAIJO（西条市）、松山市総合コミュニティセンター体育館、北条スポーツセンター体育館（松山市）
- 自転車 松山中央公園多目的競技場（松山市）、大三島しまなみ特設ロード・レース・コース（今治市）
- ソフトテニス 八幡浜・大洲地区運動公園テニスコート（大洲市）、今治市営スポーツパークテニスコート（今治市）
- 卓球 宇和島市総合体育館（宇和島市）
- 軟式野球 今治市営球場（今治市）、新居浜市営野球場（新居浜市）、西条市ひうち球場、西条市東予運動公園野球場（西条市）、浜公園川之江野球場（四国中央市）、いきなスポレク公園蛙石野球場（上島町）
- 相撲 乙亥会館（西予市）
- 馬術 三木ホースランドパーク（兵庫県三木市）
- フェンシング 伊予三島運動公園体育館（四国中央市）
- 柔道 愛媛県武道館（松山市）
- ソフトボール 王子の森公園運動広場（王子の森スタジアム）、八幡浜市民スポーツパーク（八幡浜市）、八幡浜・大洲地区運動公園野球場（大洲市）、西予市営宇和球場、西予市宇和運動公園多目的広場（西予市）、東温市総合公園多目的グラウンド、東温市かすみの森公園多目的広場（東温市）、西条市東予運動公園多目的広場（西条市）
- バドミントン 砥部町陶街道ゆとり公園体育館（砥部町）
- ライフル射撃 愛媛県警察射撃場（松前町）、内子町城の台公園特設ライフル射撃場・体育館（内子町）
- 剣道 愛媛県武道館（松山市）
- ラグビー 久万高原町ラグビー場（久万高原町）、スカイフィールド富郷（四国中央市）
- 山岳 石鎚クライミングパークSAIJO、西条市西条西部体育館（西条市）
- カヌースプリント 鹿野川湖特設カヌー競技場（大洲市）
- アーチェリー 今治市宮窪石文化運動公園（今治市）
- 空手道 伊予三島運動公園体育館（四国中央市）
- 銃剣道 ツインドーム重信（東温市）
- クレー射撃 ミロク高知射撃場（高知県安芸郡芸西村）
- なぎなた 松山市総合コミュニティセンター体育館（松山市）
- ボウリング キスケボウル（松山市）
- ゴルフ エリエールゴルフクラブ松山、サンセットヒルズカントリークラブ（松山市）、愛媛ゴルフ倶楽部（内子町）

特別競技
- 高等学校野球（硬式）坊っちゃんスタジアム（松山市）
- 高等学校野球（軟式）丸山公園野球場（宇和島市）

公開競技
- 綱引 土居総合体育館（四国中央市）
- ゲートボール 北条スポーツセンター球技場（松山市）
- パワーリフティング ウェルピア伊予体育館（伊予市）
- グラウンドゴルフ 城山公園やすらぎ広場（松山市）

## 全国障害者スポーツ大会
全国障害者スポーツ大会の愛顔つなぐえひめ大会は、愛媛県で国体閉会後10月28日 - 30日の3日間の会期で開催された。スローガンは国体本大会と共通の「君は風 いしづちを駆け 瀬戸に舞え」。開閉会式は国体と同じく松山市の愛媛県総合運動公園陸上競技場。実施競技と会場は下記のとおり。
| 競技名      | 競技名                     | 競技名                 | 競技名   | 会場地                     | 会場                                   |
| ----------- | -------------------------- | ---------------------- | -------- | -------------------------- | -------------------------------------- |
| 個 人 競 技 |                            | 陸上競技               | 身知     | 松山市                     | 愛媛県総合運動公園陸上競技場           |
| 個 人 競 技 |                            | 水泳                   | 身知     | 松山市                     | 松山中央公園プール                     |
| 個 人 競 技 |                            | アーチェリー           | 身       | 今治市                     | 今治市宮窪石文化運動公園               |
| 個 人 競 技 |                            | 卓球                   | 身知     | 松前町                     | 松前公園体育館 松前総合文化センター    |
| 個 人 競 技 | （サウンドテーブルテニス） | 身                     |          | 松前町                     | 松前公園体育館 松前総合文化センター    |
| 個 人 競 技 |                            | フライングディスク     | 身知     | 西条市                     | 西条市ひうち陸上競技場                 |
| 個 人 競 技 |                            | ボウリング             | 知       | 松山市                     | キスケボウル                           |
| 団 体 競 技 |                            | バスケットボール       | 知       | 大洲市                     | 大洲市総合体育館                       |
| 団 体 競 技 |                            | 車いすバスケットボール | 身       | 今治市                     | 今治市営中央体育館                     |
| 団 体 競 技 |                            | ソフトボール           | 知       | 松山市                     | 松山中央公園運動広場                   |
| 団 体 競 技 |                            | グランドソフトボール   | 身       | 砥部町                     | 砥部町陶街道ゆとり公園多目的広場       |
| 団 体 競 技 |                            | バレーボール           | 身       | 伊予市                     | しおさい公園伊予市民体育館             |
| 団 体 競 技 | 知                         | バレーボール           | 松山市   | 愛媛県武道館               |                                        |
| 団 体 競 技 | 精                         | バレーボール           | 八幡浜市 | 八幡浜市民スポーツセンター |                                        |
| 団 体 競 技 |                            | サッカー               | 知       | 松山市                     | 北条スポーツセンター球技場・陸上競技場 |
| 団 体 競 技 |                            | フットベースボール     | 知       | 東温市                     | 東温市総合公園多目的グラウンド         |

正式競技のほかに、オープン競技としてボウリング（肢体障がい者）、ブラインドテニス、フットサル（精神障がい者）が実施された。

## 天皇杯・皇后杯
天皇杯・皇后杯は国体正式40競技の総合成績で第1位の都道府県に授与される。東京都が天皇杯は2年連続、皇后杯は5年連続で獲得した。開催県の愛媛県は天皇杯・皇后杯ともに2位に終わった。
天皇杯
1位: 東京都
2位: 愛媛県
3位: 埼玉県
皇后杯
1位: 東京都
2位: 愛媛県
3位: 大阪府